# 페이먼 탈리비
페이먼 탈리비 (1987년 6월 8일 출생) 테헤란에서, 진행자 TV, 라디오 아나운서, 그리고 가수, ~에서 이란 ~이다.
하마단 대학, 출신의 졸업, 토목공학, 학사‌ 로, 지방 TV에서 기자 생활을 시작한 후 라디오 방송국으로 갔다. 그는 14세 때인 2001년에 키보드 수업에 갈 때까지 모스크에서 시작했다.

## 활동
그는 ABU 스리랑카, 를 얻었고 다양한 라디오, 쇼에서 노래한 경험이 있으며 음악은 내 관심사가 아니라 단지 내 관심사일 뿐이라고 말한다. 2015년 라디오를 떠나 텔레비전에 온 Talebi는 수년 동안 IRIB TV3, 에서 의료 및 치료 쇼 Tabib (TV show)와 함께했으며 지방 채널 이스파한, 의 주간 프로그램 오랫동안 살다.

## 여백
페이만 탈레비는 타비브에서 거친 말로 코로나로 인한 사망자 수는 당국의 숫자에 불과하다는 것을 보여준다. Zali와
모하마드 자바드 자리프, 공무원들에게 "단지 일주일 동안 입을 다물고" 연설이나 인터뷰를 하지 말라고 요청했다. 이 TV 발표자의 말은 광범위한 영향을 미쳤고 많은 반응을 불러일으켰으며 그를 질책했다.
Tabib 박사의 호스트인 Peyman Talebi는 "비싼 닭인 당신이 했다, 우리는 그것과 잘 지냈다."라고 말했다. 과일, 자동차의 가격 이야기와 마찬가지로 고기값을 사지 않고 가격 이야기를 다루겠지만, 지금 수요는 단 한 가지이다. vaccine .
그의 공연 중 하나에서 그의 쇼의 게스트 주치의는 기도가 관절염과 무릎 통증의 원인이라고 주장했고 Talebi는 이러한 말에 반응하지 않았기 때문에 그와 그의 쇼에 많은 비판이 가해졌고 그는 일정 기간 정지되었다. .